# 라메리카
라메리카(Lamerica)는 프랑스에서 제작된 지아니 아멜리오 감독의 1994년 영화이다. 엔리코 로 베르소 등이 주연으로 출연하였고 비토리오 세치 고리 등이 제작에 참여하였다.

## 출연

### 주연
- 엔리코 로 베르소
- 미켈레 플라치도

### 조연
- 줄리안 샌즈